# Ligament calcanéo-cuboïdien dorsal
 (décembre 2023).
Si vous disposez d'ouvrages ou d'articles de référence ou si vous connaissez des sites web de qualité traitant du thème abordé ici, merci de compléter l'article en donnant les références utiles à sa vérifiabilité et en les liant à la section « Notes et références ».
Le ligament calcanéo-cuboïdien dorsal (ou ligament calcanéo-cuboïdien supérieur) est un ligament de l'articulation calcanéo-cuboïdienne constitutive de l'articulation transverse du tarse. Il fait partie des ligaments dorsaux du tarse.

## Description
Le ligament calcanéo-cuboïdien dorsal est un faisceau mince mais large, qui unit les faces dorsales du calcanéum et du cuboïde.